# Steve Marriott
Stephen Peter Marriott (30 de janeiro de 1947 - 20 de abril de 1991) foi um guitarrista, cantor e compositor inglês. Ele co-fundou e tocou nas bandas de rock Small Faces e Humble Pie, em uma carreira de mais de duas décadas. Marriott foi introduzido postumamente no Hall da Fama do Rock and Roll em 2012 como membro dos Small Faces.
Na Grã-Bretanha, Marriott tornou-se um ícone de estilo, popular e frequentemente fotografado.  Marriott foi influenciado por músicos como: Miles Davis, Buddy Holly, Booker T & the MG's, Ray Charles, Otis Redding, Muddy Waters e Bobby Bland. Em sua vida posterior, Marriott se distanciou da indústria musical e se afastou das grandes gravadoras, permanecendo em relativa obscuridade. Ele voltou às suas raízes musicais, tocando em pubs e clubes em Londres e Essex.
Marriott morreu em 20 de abril de 1991, quando um incêndio, que se pensava ter sido causado por um cigarro, destruiu a sua casa do século XVI em Arkesden, Essex.  Ele tinha 44 anos e recebeu postumamente o prêmio Ivor Novello, em 1996, por sua "contribuição excecional para a música britânica", e foi listado no Mojo como um dos 100 maiores cantores de todos os tempos.
O ex- líder do Black Sabbath, Ozzy Osbourne, nomeou Marriott como o quarto maior cantor de todos os tempos  e Clem Burke, dos Blondie, o classificou em décimo sexto. Paul Stanley do Kiss chamou Marriott de "inacreditável" e um herói dele, enquanto Steve Perry do Journey o nomeou um de seus cantores favoritos.

## Primeiros anos
Steve Marriott nasceu em 30 de janeiro de 1947 no East Ham Memorial Hospital, Plashet , East Ham, (Londres, E7), Inglaterra  , filho dos pais Kay e Bill Marriott, que moravam em Strone Road, Manor Park. Nascido três semanas prematuro e pesando apenas 4 lb 4 onças (1,9 kg), ele desenvolveu icterícia e foi mantido no hospital quatro semanas antes de estar bem o suficiente para ir para casa.  Marriott veio de uma classe trabalhadora e frequentou a Monega Junior School. Seu pai, Bill, trabalhava como impressor e mais tarde foi dono de uma barraca de enguias gelatinosas , chamada 'Bill's Eels', fora do hotel Ruskin Arms. Por um curto período, ele também vendeu torta e purê .
Kay trabalhou na fábrica da Tate & Lyle em Silvertown . Bill era um talentoso pianista de pub. Bill comprou para Marriott um ukulele e gaita que Marriott aprendeu sozinho a tocar. Marriott mostrou um interesse precoce em cantar e se apresentar, tocando em pontos de ônibus locais para ganhar dinheiro extra e ganhar concursos de talentos durante as férias anuais da família no acampamento Jaywick Holiday perto de Clacton-on-Sea .
Em 1959, aos doze anos, Marriott formou sua primeira banda com os amigos de escola Nigel Chapin e Robin Andrews. Eles foram chamados de 'The Wheels', mais tarde 'Coronation Kids' e, finalmente, 'Mississippi Five'. Mais tarde, eles adicionaram Simon Simkins e Vic Dixon à sua formação. Desde jovem, Marriott era um grande fã do cantor americano Buddy Holly e imitava seu herói usando óculos de aro grande sem as lentes. Ele escreveu sua primeira música, chamada "Shelia My Dear", em homenagem a sua tia Shelia, de quem era próximo. Aqueles que ouviram a música disseram que ela foi tocada em um ritmo alegre no estilo de Buddy Holly e seus companheiros de banda também o apelidaram de 'Buddy'.
Eles tocavam nos cafés locais em East Ham e faziam shows nas manhãs de sábado no Cinema Essoldo em Manor Park.  Marriott era uma criança atrevida e hiperativa, de acordo com sua mãe Kay, e bem conhecido por seus vizinhos em Strone Road por pregar peças e piadas práticas. Enquanto ele era aluno da Escola Moderna Secundária local de Sandringham , Marriott foi considerado o responsável por iniciar deliberadamente um incêndio em uma sala de aula,  embora ele sempre negasse isso.
Em 1960, Bill Marriott viu um anúncio em um jornal de Londres para um novo substituto de Artful Dodger para aparecer no popular musical de Lionel Bart , Oliver! , baseado no romance Oliver Twist de Charles Dickens , no New Theatre (agora chamado de Noël Coward Theatre ) no West End de Londres, e sem contar ao filho, candidatou-se a um teste. Aos treze anos, Marriott fez o teste para o papel. Ele cantou duas canções, " Who's Sorry Now " de Connie Francis , e " Oh, Boy!" por Buddy Holly. Bart ficou impressionado com as habilidades vocais de Marriott e o contratou. Marriott permaneceu no programa por doze meses, interpretando vários papéis de meninos durante esse tempo, pelos quais recebia £ 8 por semana. [15] Marriott  era escolhido para fornecer os vocais principais para as canções de Artful Dodger " Conside Yourself ", "Be Back Soon" e "I'd Do Anything", que aparecem no álbum oficial do show, lançado pelo World Record Club e gravado no famosos Abbey Road Studios  Em 1961 , a família Marriott mudou-se de Strone Road para um novo apartamento municipal em Daines Close, Manor Park.
Após a estreia de sucesso de Marriott como ator em Oliver! , sua família o encorajou a seguir a carreira de ator. Em 1961, ele fez um teste e foi aceito como aluno na Italia Conti Academy of Theatre Arts em Londres. Como sua família não tinha condições de pagar as mensalidades da escola particular, foi mutuamente acordado que as mensalidades seriam deduzidas do trabalho de ator que a escola encontrou para ele.  Após a inscrição de Marriott na Italia Conti Academy, ele rapidamente ganhou papéis de ator, trabalhando consistentemente em cinema, televisão e rádio, muitas vezes rotulado como o enérgico cockneycriança. Logo ele perdeu o interesse em atuar e voltou sua atenção para seu primeiro amor, que era a música. Seus pais ficaram arrasados e sua decisão de desistir de atuar causou uma briga familiar. Como resultado, ele deixou a casa da família por um curto período para ficar com amigos.
Em 1963, Marriott escreveu "Imaginary Love" e o divulgou nas grandes gravadoras de Londres. Com a força de "Imaginary Love", Marriott garantiu um contrato com a Decca Records como artista solo com Dick Reagan (também agente de Cliff Richard ). O primeiro single de Marriott foi uma canção escrita por Kenny Lynch , "Give Her My Regards", com a canção de autoria de Marriott como lado B . O single foi lançado em julho de 1963 e não teve sucesso comercial.  No mesmo ano, Marriott formou The Frantiks, que gravou uma versão cover da música " Move It " de Cliff Richard., que foi contratado para ajudar na produção.
Apesar do single ser apregoado pelas grandes gravadoras, ninguém se interessou e a música nunca foi lançada. A banda então mudou seu nome para The Moments , ou Marriott and his Moments. Eles tocaram como suporte para artistas como The Nashville Teens , The Animals , Georgie Fame e John Mayall , tocando em locais como o 100 Club no Soho, Londres, e o Crawdaddy Club em Richmond . Os Moments ganharam seguidores leais e, por um curto período, tiveram seu próprio fanzine , Beat '64 , iniciado por Stuart Tuck e dedicado aos 'Momentos de Steve Marriott'.
Eles são conhecidos por realizar um total de 80 shows em 1964. O grupo foi convidado a gravar um single para o mercado americano, uma versão cover do hit britânico dos Kinks , " You Really Got Me ", lançado pela gravadora World Artists. (1964).  Quando sua versão de "You Really Got Me" falhou em chamar a atenção, Marriott foi retirado da banda, com os membros alegando que ele era muito jovem para ser um vocalista.  De acordo com Don Craine, vocalista da banda de R&B londrina The Downliners Sect , Marriott se inscreveu para entrar na banda como substituto do tocador de gaita. Craine não o convidou para um teste porque sabia que Marriott queria ser o vocalista principal.

## Carreira

### Small Faces
Entre deixar o Moments e ingressar no The Small Faces, Steve Marriott ingressou no The Checkpoints. Cris Clements:
Sua gaita tocando era excelente. Nosso transporte naquela época era uma ambulância convertida, e Steve sempre se sentava na frente com o motorista do proprietário (um homem de 50 e poucos anos), em vez de sentar atrás conversando conosco. Ele me pareceu um pouco solitário. Mesmo quando eu conversava com ele, ele sempre parecia estar olhando além de mim, como se estivesse com pressa de estar em outro lugar. Ele era um fumante inveterado, pelo que me lembro. Fizemos vários shows em Essex, na área de Basildon. Ele não tinha guitarra, ele usava a Fender Strat vermelha do nosso guitarrista principal. Steve colocaria muitas quebras de guitarra nas canções de James Brown. Então, todos nos reunimos em torno de nosso baterista Gary Hyde, que assistia Steve. Quando Gary parou, nós paramos, quando Gary começou, nós começamos, então, usando essas táticas, os shows correram bem. Tínhamos fotos tiradas em vários locais naquela época,[ citação necessária ]
Em 28 de julho de 1964, Marriott viu pela primeira vez seus futuros parceiros do Small Faces, Ronnie Lane e o baterista de 16 anos Kenney Jones . Estavam todos se apresentando no Albion em Rainham , com suas bandas.  Lane e Marriott se encontraram novamente por acaso no J60 Music Bar, uma loja de música em High Street North, Manor Park, onde Marriott estava trabalhando após sua recente saída do Moments. Lane veio procurando comprar um baixo e depois foi convidado para a casa de Marriott para ouvir sua extensa coleção de raros discos importados de R&B americanos. Com seu amor compartilhado pelo R&B, o trio logo se tornou um grande amigo.
Marriott foi convidado por Lane e Jones para se apresentar com "the Outcasts" (anteriormente chamado de "the Pioneers") no show regular da banda no Earl of Derby em Bermondsey .  O trio acabou completamente bêbado e Marriott destruiu com entusiasmo o piano que estava tocando, para a diversão de Lane e Jones. O senhorio os despediu e a banda acabou.
De acordo com David Bowie em um episódio de 1999 do VH1 Storytellers , em 1964 ele e seu bom amigo Marriott planejavam formar uma dupla de R&B chamada 'David and Goliath'.  Em vez disso, Marriott, Lane e Jones decidiram formar sua própria banda, com Marriott trazendo seu conhecido, Jimmy Winston (Winston foi posteriormente substituído por Ian McLagan ). A amiga de Marriott, Annabel, uma ex-aluna do Italia Conti , surgiu com o nome distinto da banda depois de comentar que todos eles tinham "rostos pequenos"; o nome pegou em parte porque eles eram todos (exceto Winston) pequenos (nenhum tinha mais de 5 pés e 6 de altura) e o termo "rosto" Small Faces assinou contrato com Don Arden seis semanas após a formação e rapidamente se tornou uma banda influenciada por mods de sucesso altamente considerada pelos seguidores do culto jovem quando seu single de estreia " Whatcha Gonna Do About It " atingiu a parada de singles do Reino Unido .

Mais tarde, eles foram considerados uma das muitas influências na formação e estilo musical do grupo de hard rock britânico Led Zeppelin . Marriott tem a fama de ter sido a referência de Jimmy Page ao selecionar um vocalista, e há inconfundíveis semelhanças estilísticas e tímbricas entre as vozes de Marriott e Robert Plant , vocalista do Led Zeppelin [ citação necessária ] . Plant era um fã de Small Faces e frequentava regularmente seus primeiros shows, onde também fazia pequenas tarefas para eles. A clássica canção do Zeppelin " Whole Lotta Love" é uma versão direta da versão de Marriott da canção clássica "You Need Lovin'", originalmente escrita por  Dixon e gravada pelo cantor de blues americano Muddy Waters . definido, e a música também aparece em seu álbum de estreia Small Faces , lançado pela Decca em maio de 1966.
"Foi fantástico, eu adorei, Muddy Waters gravou, mas eu não conseguia cantar como Muddy Waters, então não era muito um nick. Eu era uma faixa alta e Muddy era uma faixa baixa, então tive que descobrir como cantá-lo. Então eu fiz e esse foi o nosso número de abertura para todos os anos que estivemos juntos. Toda vez que estávamos no palco, esse era o nosso número de abertura, a menos que tivéssemos um set curto. Foi onde Jimmy Page e Robert Plant ouviram ... Robert Plant costumava nos seguir. Ele era como um fã." – Steve Marriot 
No entanto, Marriott não tinha nenhuma animosidade em relação a Plant. Ele é citado como gritando "Vá em frente, meu filho!" e desejando-lhe boa sorte quando ouviu pela primeira vez a versão de Plant no rádio.  Arden pagava à banda um salário de £ 20 por semana para cada um, junto com contas em lojas de roupas em Carnaby Street . No Boxing Day de 1965, Arden providenciou para que eles se mudassem para uma casa alugada, 22 Westmoreland Terrace, Pimlico .  Em sua autobiografia, McLagan descreve a casa como "central de festas", um lugar onde pessoas como Marianne Faithfull , Brian Epstein , Pete Townshend e outras celebridades costumavam frequentar. Marriott tinha apenas 18 anos.
Marriott escreveu ou co-escreveu a maioria dos singles de sucesso do Small Faces. Em uma entrevista em 1984, perguntaram a Marriott quais eram suas melhores canções do Small Faces: "Acho que ' All or Nothing ', que escrevi, leva muito tempo. Para mim, se há uma música que tipifica aquela época, então essa pode ser isso. Palavras independentemente, porque é apenas uma canção de amor boba, mas a sensação real e o arranjo da coisa, e talvez ' Tin Soldier '".  Em 1967, Marriott escreveu a evocativa balada rock "Tin Soldier" para cortejar a modelo Jenny Rylance.  Eles se conheceram em 1966 e Marriott ficou imediatamente apaixonado, mas Rylance estava namorando o cantor Rod Stewart.e assim os dois se tornaram amigos. Mais tarde, ela terminou com Stewart e teve uma breve ligação romântica com Marriott, mas, para sua decepção, acabou voltando para Stewart. Rylance e Stewart mais tarde se separaram para sempre após um relacionamento difícil de quatro anos; quando Marriott descobriu que ele a perseguia implacavelmente, levando-o a escrever "Tin Soldier". A música foi um sucesso para a banda em 1967 e para Marriott um triunfo pessoal. Ele e Rylance se casaram no Kensington Register Office , Londres, em 29 de maio de 1968.

### Humble Pie
Pouco depois de deixar o Small Faces, Marriott se juntou à recém-formada banda de rock Humble Pie com Peter Frampton , o baterista Jerry Shirley e o baixista Greg Ridley.  Nos primeiros anos, Humble Pie permitiu a Marriott a liberdade artística que ele desejava, mas foi negada em Small Faces devido, em parte, a pressões comerciais e diferenças individuais. Após extensos ensaios secretos em seu estúdio de gravação caseiro em Clear Sounds, a banda lançou no Immediate seu álbum de estreia As Safe As Yesterday Is , seguido de perto pelo single de estreia escrito por Marriott " Natural Born Bugie " (um erro ortográfico intencional de "boogie"), que alcançou a 4ª posição no UK Singles Chartno verão de 1969.  O Humble Pie quase se separou após sua primeira turnê americana, quando eles retornaram à Grã-Bretanha e descobriram que o Immediate havia entrado em liquidação. Eles se transferiram para a A&M Records e concentraram toda a sua atenção no lucrativo mercado dos Estados Unidos. Seu novo empresário, Dee Anthony ,  fez a banda descartar seu conjunto 'desconectado' e aumentar o volume.
Humble Pie fez turnês constantemente nos três anos seguintes, completando dezenove turnês apenas nos Estados Unidos. Os próximos lançamentos de álbum da banda, Humble Pie e Rock On , se beneficiaram de sua turnê. Seu álbum ao vivo Performance Rockin 'the Fillmore (1971) se tornou o lançamento de maior sucesso da banda até hoje. Durante essas gravações, as fortes performances vocais de Marriott se tornaram o ponto focal da banda. Dee Anthony pressionou Marriott a ter mais destaque no palco, algo que ele tinha, até então, compartilhado com Frampton e Ridley. Diz-se que o novo destaque de Marriott resultou na decisão de Frampton de deixar a banda. (Frampton foi substituído por Clem Clempson .)

Algumas pessoas próximas a Marriott, como sua esposa e até o próprio Marriott, diriam que sua personalidade mudou para pior quando ele viajou pela América. Eventualmente, possivelmente como resultado do uso excessivo de álcool e drogas, Marriott começou a mostrar sinais de esquizofrenia leve . Ele havia tomado regularmente anfetaminas (speed) e fumado maconha em seus dias nos Moments e Small Faces, e na segunda metade da década de 1960 ele também experimentou LSD . Mas na época em que Humble Pie começou a viajar regularmente pela América no início dos anos 1970, Marriott supostamente desenvolveu um vício destrutivo em cocaína e álcool, que se acredita ter sido a causa de seus rompimentos de casamento e contribuiu para sua morte prematura em um incêndio em casa.
Ele nunca dormia e havia todo tipo de gente estranha com ele. Era um negócio maluco e até as pessoas mais legais se confundem. Todos os tipos de produtos químicos foram apresentados a ele e ele acabou ficando viciado neles. Foram as drogas que destruíram nosso relacionamento. Antes de o home studio ser construído, Beehive Cottage era nosso santuário, depois tornou-se apenas seu local de trabalho." – Jenny Rylance
Rylance finalmente deixou o Marriott em 1973. Ela disse: "As drogas e a bebida eu não toleraria mais. Partiu meu coração deixar Steve, mas tinha que ser feito, no final das contas eu era o mais forte".  Devido ao fim de seu casamento e ao crescente uso de drogas, alguns membros da banda disseram que Marriott às vezes se tornava dominador, agressivo e intolerável de se trabalhar. O Humble Pie se separou em 1975, citando diferenças musicais como o motivo da separação. A má administração financeira e o abuso generalizado de substâncias dentro da banda também contribuíram. Em uma entrevista em 2000 com John Hellier, Jerry Shirley disse:
"Estávamos todos usando drogas demais, tínhamos perdido de vista nossos acordos comerciais e ninguém dentro da banda tinha controle sobre questões financeiras. Mas o principal motivo era que estávamos fazendo discos ruins, tudo veio à tona no início de 1975. A podridão havia se instalado tão profundamente que era inevitável. – Jerry Shirley  (torta humilde).
Marriott sempre acreditou que Dee Anthony havia desviado os ganhos da banda para promover seu novo projeto, Frampton e seu álbum Frampton Comes Alive! Após a morte de Marriott, a segunda esposa Pam Stephens afirmou em uma entrevista que enquanto eles estavam fazendo o álbum solo do Marriott , eles foram avisados para não acusar Anthony de qualquer fraude financeira e receberam telefonemas ameaçadores. Anthony foi acusado de ter ligações com a família do crime Genovese (entre outros). Ela também afirmou que depois que Marriott confrontou Anthony sobre o dinheiro desaparecido, ela e Marriott foram convocados para uma reunião no Ravenite Social Club na Mulberry Street , no distrito de Little Italy , em Nova York . Entre os presentes estavamJohn Gotti , Frank Locascio e Paul Castellano , todos membros da família Gambino . Marriott foi informado de que não receberia nenhum dinheiro e foi avisado para desistir do assunto. Marriott levou as ameaças a sério.
Jerry Shirley, no entanto, nega alguns dos rumores de que Anthony era relacionado à máfia e os rejeitou como "besteiras" e "exagero romantizado". Ele reconheceu as conexões de Anthony e muitas das histórias sendo folclore.

### carreira posterior
Marriott lançou seu primeiro álbum solo, Marriott , em 1976 e voltou para a Grã-Bretanha. Stephens deu à luz seu primeiro filho, Toby, em 20 de fevereiro de 1976,  e eles se casaram em 23 de março de 1977, no Chelsea Register Office , em Londres.  O dinheiro da turnê de despedida de Humble Pie logo acabou, e Marriott foi reduzido a roubar vegetais de um campo próximo à sua casa. Ele formou o Steve Marriott Allstars com o ex-baixista do Pie, Greg Ridley , o baterista Ian Wallace e o ex-guitarrista do Heavy Metal Kids, Mickey Finn , e encontrou uma nova empresária, Laurie O'Leary. Na década de 1980, O'Leary pediu a Marriott que conhecesse um amigo dele, o infameRonnie Kray , que foi preso no Broadmoor Hospital pelo assassinato de George Cornell . Marriott deu a ele uma foto autografada.

Após a saída de Mick Taylor em 1975 dos Rolling Stones , Marriott foi considerado seu substituto; no entanto, Mick Jagger supostamente bloqueou a mudança depois que Marriott o ofuscou durante a audição. De acordo com Ronnie Wood em sua autobiografia Ronnie , Marriott foi a primeira escolha de Richards para substituir Taylor.
“Steve me disse: 'Eu fui bom e fiquei na retaguarda por um tempo, mas então Keith [Richards] acertou esse lick e eu simplesmente não consegui manter minha boca fechada.' Keith queria que ele entrasse, mas não havia como, uma vez que Steve abrisse a boca, Mick o colocaria na banda. Ele sabia que Steve nunca ficaria em segundo plano. Eles eram a única banda no mundo em que Steve adoraria estar. . Ele só queria trabalhar com Keith." – Pam Marriot 
Em 1976, um tribunal decidiu que Arden ainda devia aos Small Faces £ 12.000 em royalties não pagos. Ele concordou em pagar em prestações mensais, mas desapareceu depois de fazer apenas um pagamento.
Devido ao sucesso dos singles relançados " Itchycoo Park " e " Lazy Sunday " em 1975 e 1976, McLagan, Jones e Marriott foram persuadidos a reformar o Small Faces.  Rick Wills assumiu o lugar de Lane, que desistiu após apenas dois ensaios. Desconhecido para os outros, Lane sofria de esclerose múltipla . A banda gravou dois álbuns, Playmates e 78 in the Shade, mas os álbuns foram fracassos críticos e comerciais e eles se separaram. A Marriott não ganhou dinheiro com o empreendimento. Seus ganhos foram usados para resgatá-lo de antigos contratos de gestão. Devido a problemas financeiros, Marriott foi forçado a vender Beehive Cottage, que era sua casa desde 1968, e se mudar para uma pequena casa geminada em Golders Green , Londres.
No final de 1978, a Receita Federal informou a Marriott que ele ainda devia £ 100.000 em impostos atrasados de seus dias de Humble Pie; ele pensou que o gerente Dee Anthony havia feito todos os pagamentos necessários.  O'Leary, gerente de Marriott, aconselhou-o a deixar a Grã-Bretanha ou ir para a prisão.  Ele vendeu a casa em Golders Green e mudou-se para a Califórnia. Marriott, Pam e o filho Toby estavam com amigos em Santa Cruz e Marriott formou uma nova banda chamada The Firm, com Jim Leverton e (principalmente) o ex- guitarrista do Mountain Leslie West. Mas depois que Leverton teve que deixar os Estados Unidos devido a problemas de visto e disputas sobre royalties em potencial, a banda se separou. Marriott estava agora completamente falido e forçado a recolher garrafas de vidro vazias para resgatá-las por pequenos trocos.
De acordo com Leslie West, a Marriott precisava do dinheiro e aceitou uma oferta lucrativa para reformar o Humble Pie.  Em 1980, Marriott contatou Jerry Shirley, que morava na cidade de Nova York, para discutir uma reunião do Humble Pie. Shirley concordou e eles gravaram "Fool for a Pretty Face", que Marriott havia escrito. A nova formação incluía Anthony "Sooty" Jones , que era um baixista muito respeitado entre os músicos da Costa Leste americana, bem como o vocalista e guitarrista Bobby Tench , ex-membro do Jeff Beck Group . A música provou ser boa o suficiente para eles garantirem um contrato de gravação com a Atco . No Reino Unido, seu material foi lançado pela Jet Records , de propriedade do ex-empresário do Small FacesDom Arden .
Eles gravaram o álbum de rock pesado On to Victory (1980), seguido por Go for the Throat (1981), e ambos tiveram um sucesso razoável. Eles também fizeram uma turnê pela América como parte do projeto de lei "Rock 'N' Roll Marathon". Na segunda metade de 1981, Marriott foi assolado por problemas pessoais. Seu casamento estava quase acabando e depois que ele quebrou o pulso em um acidente e foi hospitalizado com suspeita de úlcera, enquanto abria para o Judas Priest e a nova formação do Humble Pie se desintegrou.

Durante uma visita à Grã-Bretanha em 1981, Marriott ficou ansioso para ver Ronnie Lane.  Nessa época, Lane começou a usar uma cadeira de rodas. Depois de uma reunião emocionante, Marriott sugeriu que tocassem juntos. Eles se juntaram a Jim Leverton, Mick Weaver, Dave Hynes, Zoot Money e Mel Collins para gravar um álbum chamado Majik Mijits . O álbum apresenta canções de Lane e Marriott, embora nenhuma tenha sido co-escrita.  Devido à doença de Lane, eles não puderam fazer uma turnê e promover o álbum.
"Steve e Ronnie foram para a América para ver Clive Davis da Arista Records. Eles tocaram a fita para ele. Clive Davis estava batendo o pé e batendo sua caneta muito cara em sua mesa muito cara. Ele disse: "Sim, isso é ótimo cara". Steve disse "Então você gostou da fita, Clive". Steve então parou a fita, ejetou-a e disse "BEM, VOCÊ NÃO PODE TER ISSO!" A história que Steve me contou foi que isso significaria uma turnê e Ronnie simplesmente não estava Isso significaria carregá-lo para todos os lugares, sem turnê, sem álbum. É por isso que os Mijits nunca apareceram naquele momento. Está juntando poeira há anos" - Jim Leverton.
O álbum foi lançado dezenove anos depois. Depois do Majik Mijits , Marriott voltou para Nova York jogando no circuito de clubes novamente.  Pelo próximo ano e meio, Marriott estava na estrada com Jim Leverton, Goldy McJohn e Fallon Williams. Eles tocaram principalmente material de Small Faces e Humble Pie, em turnê sem parar pelos próximos dezoito meses. Após a saída de McJohn, o trio mudou o nome da banda para Three Trojans. Apesar das tentativas de reconciliação, o casamento de Marriott finalmente chegou ao fim quando sua esposa descobriu que Marriott estava esperando um filho de Terry Elias, uma garota canadense que ele conheceu enquanto estavam separados.
A última apresentação ao vivo de Marriott sob o nome Humble Pie foi em 4 de setembro de 1983 no Electric Cowboy Festival em Columbia, Tennessee. Ele estava com a perna engessada e foi carregado ao palco por um membro da equipe de estrada. A banda (com Marriott sendo o único membro das encarnações anteriores do Humble Pie) apareceu como um substituto de última hora para a banda inglesa Madness. Presumivelmente, isso aconteceu porque Marriott estava morando em Atlanta na época. Ele separou o grupo apenas algumas semanas depois.
Aceitando que seu casamento havia acabado, Marriott voltou para o Reino Unido. Sem casa e sem dinheiro, ele ficou no quarto vago da casa de sua irmã Kay. Marriott formou o Packet of Three,  novamente tocando no circuito de pubs. Ele insistiu em ser pago por cada show em dinheiro, pois a Receita Federal ainda o perseguia por impostos atrasados. Em janeiro de 1985, a Aura Records lançou Steve Marriott Live at Dingwalls 6.7.84 .  Marriott contatou a amiga de longa data Manon Piercey, e eles rapidamente desenvolveram um relacionamento próximo e alugaram uma casa juntos. Piercey deu à luz a filha Mollie Mae em 3 de maio de 1985. Com a ajuda de Piercey, Marriott reduziu seus hábitos excessivos de bebida e drogas. Sua irmã Kay disse: "Steve dizia, não estou bebendo mais, e ele parava, seis semanas, dois meses, ele era muito obstinado; se ele quisesse, ele poderia". Em 1985, Marriott ainda estava em turnê com o Packet of Three tocando no Canadá, Estados Unidos e Europa.
Durante o Live Aid em 1985, a Phoenix Modernist Society, com sede em Londres, juntou-se a bandas de revival mod como Lambrettas e Purple Hearts , com estrelas dos anos 1960 como Chris Farlowe e PP Arnold e cantores mod dos anos 1980 Eleanor Rigby e Martin Burton do The Gents. Juntos, eles gravaram uma versão de "All or Nothing" para o Band Aid Trust . Kenny Lynch convenceu Marriott a se envolver, e o single foi lançado sob o nome coletivo de Spectrum.
Em 1985, Marriott terminou seu relacionamento com Piercey quando conheceu Toni Poulton em um show do Packet of Three.
Devido à sua situação financeira, Marriott, brincando, mais tarde renomeou o grupo Steve Marriott and the Official Receivers. Em meados da década de 1980, Marriott e Poulton mudaram-se para uma casa alugada no pequeno vilarejo de Arkesden .  A casa de campo do século XVI também foi usada para tomadas de locação para a casa do personagem-título na longa série de televisão da BBC , Lovejoy , estrelada por Ian McShane .  Marriott tornou-se conhecido localmente, muitas vezes aparecendo no pub em frente à sua casa para comprar garrafas de conhaque e pegar copos emprestados. Certa vez, ele apareceu vestindo tênis e roupão e se tornou uma figura excêntrica, pregando peças, principalmente com o dono do pub.
Devido a experiências passadas, nos últimos anos, Marriott tornou-se cauteloso com o sucesso e a fama, bem como com o envolvimento com grandes gravadoras, e recusou acordos lucrativos de shows e gravações com nomes como a EMI . Por causa dessa atitude, a banda ficou ressentida, acreditando que ele os estava segurando, e o Packet of Three foi dissolvido. No ano seguinte, Marriott tirou uma folga. A essa altura, ele tinha 39 anos. Ele tinha problemas de saúde, estava acima do peso e tinha uma aparência desalinhada. Pouco restava do impressionante ícone mod dos anos 1960.
O cineasta Paolo Sedazzari relembrou: "Lembro-me de ir vê-lo na década de 1980 e ele era brilhante. Ótima voz, ótimo guitarrista, mas o que não consegui superar foram os macacões e o corte de cabelo tainha. Isso foi realmente decepcionante."  De acordo com sua esposa, Marriott ainda fumava maconha e usava cocaína , mas nada comparado ao que ele havia consumido antes. Em seus últimos anos, Marriott gostava de ler; seus autores favoritos incluíam Stephen King , Philip K. Dick e qualquer coisa sobre Noël Coward , a quem Marriott sempre admirou.
Em maio de 1988, Marriott começou a ensaiar com uma banda de Leicestershire , os DTs, embora na época em que começaram a turnê fossem chamados de Steve Marriott and the DTs.  Apesar de estar fora do olhar público, Marriott ainda foi convidado a participar de vários projetos. Andrew Lloyd Webber pediu a Marriott para gravar duas canções para seu musical Evita , embora depois de ficar bêbado na reunião, Marriott recusou.  O compositor de filmes Stephen Parsons pediu a Marriott para cantar a faixa-título " Shakin' All Over " para o filme de terror de baixo orçamento Gnaw: Food of the Gods II (1989);  Marriott concordou, vendo isso como dinheiro fácil. Enquanto gravava a música, a Trax Records pediu a Marriott para gravar um álbum solo. 30 Seconds To Midnite foi gravado no Alexandra Palace . Marriott usou o dinheiro para comprar um barco estreito .  Em 14 de julho de 1989, Marriott e Toni Poulton se casaram no Epping Register Office . Depois, eles deram uma festa em sua casa de campo.
Durante este período, Jim Leverton entrou em contato e Marriott formou um novo grupo chamado Steve Marriott's Next Band, com Leverton e ex-membros dos DTs e dos Official Receivers.  Quando vários membros saíram devido a desentendimentos financeiros, o nome da banda Packet of Three ressurgiu.
Em 1990, Marriott estava fazendo uma média de 200 shows por ano, quando Frampton voou para a Grã-Bretanha e pediu a Marriott para reformar o Humble Pie para produzir um álbum único e uma turnê de reunião.  O pagamento seria suficiente para permitir que a Marriott facilitasse as coisas. Ele concordou e eles voaram para o estúdio de gravação de Frampton em Los Angeles em 27 de janeiro de 1991.  Eles começaram a escrever canções, mas o projeto nunca foi concluído, pois Marriott mudou de ideia e voltou para casa.
Duas canções gravadas deste esforço final, "The Bigger They Come" e "I Won't Let You Down", com Marriott nos vocais (e guitarra), apareceram no álbum Shine On: A Collection de Frampton . Uma terceira música, "Out of the Blue", com Marriott e Frampton, foi apresentada na primeira gravação solo que Frampton fez após a morte de Marriott. Uma quarta música, "An Itch You Can't Scratch", foi encontrada em muitas compilações ilegais e até mesmo em um dos dois lançamentos britânicos "autorizados". A data da gravação e se Frampton tocou nela nunca foi verificada.

## Relacionamentos e família
Marriott teve ligações com muitas mulheres e teve quatro filhos conhecidos com quatro delas, incluindo uma de suas três esposas. Sua primeira esposa foi a modelo Jenny Rylance (1968–1973). Ele conheceu a aeromoça americana Pam Stephens em 1975 e seu filho Toby nasceu em 1976. Eles se casaram depois que Toby nasceu.  Sua terceira esposa foi Toni Poulton. Eles se casaram de julho de 1989 até a morte de Marriott em 1991.
Marriott teve três filhas. A primeira, Lesley, nasceu da adolescente Sally Foulger antes de Marriott se tornar famoso. Ela era originalmente conhecida como Sarah Lisa Foulger (nascida em 9 de junho de 1966). Ela foi adotada, mas depois descobriu quem era seu pai e foi aceita por seus irmãos. A segunda foi Tonya, com a canadense Terri Elias em 1984. Sua terceira filha, Mollie Mae, nasceu em 1985, quando Marriott estava com sua amiga de infância Manon Piercey.
Mais tarde, Marriott mudou-se para Beehive Cottage em Moreton, Essex , uma propriedade que comprou em conjunto com Ronnie Lane e sua esposa Susan e onde estabeleceu seu estúdio de música "Clear Sounds".  Em 1967, após uma disputa sobre royalties não pagos, as relações entre os Small Faces e Don Arden se romperam e Arden os vendeu para Andrew Loog Oldham , dono do selo Immediate Records . A banda estava muito mais feliz no Immediate, passando mais tempo no estúdio de gravação e muito menos tempo tocando ao vivo, mas eles perderam o som dinâmico ao vivo que os tornou famosos.
Após o sucesso do álbum conceitual de sucesso número um do grupo , Ogdens 'Nut Gone Flake, Marriott estava ansioso para que o grupo evoluísse e queria trazer o ex-vocalista do Herd, Peter Frampton , mas McLagan, Jones e Lane recusaram.  Marriott começou a sentir que a banda havia chegado ao fim de forma criativa e começou a passar mais tempo com Frampton e Greg Ridley . Após rumores na imprensa sobre a separação da banda, que sempre foram oficialmente negados, Marriott deixou o grupo, saindo do palco durante uma desastrosa apresentação ao vivo na véspera de Ano Novo de 1968. [76]  uma entrevista de 1984 para a NMErepórter Paolo Hewitt sobre o assunto de deixar a banda, Marriott disse: "Você se distancia, pelo amor de Deus. Você está falando sobre pessoas morando juntas dos dezessete aos vinte e dois anos e isso é uma parte crescente de sua vida e nós temos que nos odiamos, sem dúvida. Não nos falamos por anos, porra. Talvez dez anos.
Frampton disse que após a saída de Marriott do Small Faces, os membros restantes, Lane, McLagan e Jones, apareceram em sua casa e ofereceram a ele o papel de Marriott na banda: "No dia seguinte após o show no Alexandra Palace (onde Steve saiu ), eu estava em casa e recebi uma ligação de Ronnie Lane, que disse: "Eu, Kenney e Mac gostaríamos de passar por aqui para ver você". Pensei: 'Olá, o que está acontecendo?' De qualquer forma, todos eles vieram ao meu pequeno apartamento horrível em Earls Court e me convidaram para entrar no Small Faces. Tudo o que pude dizer foi que agora é um pouco tarde. Por que você não poderia ter me convidado enquanto estávamos em Paris? Nós ' Estaríamos todos juntos na mesma banda e Steve não teria saído." Ian McLagan negou veementemente esta história.

## Morte
Na sexta-feira, 19 de abril de 1991, Marriott e Poulton  voaram dos Estados Unidos para casa, onde Marriott havia gravado canções para um futuro álbum com Frampton. Durante o voo, de acordo com Poulton, Marriott bebia muito, estava de mau humor e os dois discutiam constantemente. Após chegarem ao Reino Unido, um amigo em comum os conheceu e todos foram jantar em um dos restaurantes favoritos de Marriott, o The Straw Hat em Sawbridgeworth , onde ele consumiu mais álcool. Após o jantar, eles voltaram para a casa do amigo e decidiram pernoitar, já que era tarde, mas lá em cima, na cama, Marriott e Poulton continuaram a discutir. Poulton finalmente adormeceu e mais tarde acordou para descobrir que Marriott havia pegado um táxi para sua casa na vila vizinha de Arkesden .

Por volta das 6h30 do dia 20 de abril, um motorista que passava viu o telhado da casa de Marriott em chamas e chamou o corpo de bombeiros . Foi relatado que quatro carros de bombeiros foram necessários para apagar o fogo. Em entrevistas a jornais, o oficial assistente da divisão de bombeiros Keith Dunatis, que fundou a Marriott, disse:
"Foi uma luta difícil subir. Revistamos as áreas dos quartos e estava muito quente, soubemos imediatamente que ninguém poderia ter sobrevivido ao incêndio. Começamos a tatear as paredes e o descobrimos deitado no chão entre a cama e a parede. Eu diria que ele estava na cama e tentou fugir. Assim que vi o corpo claramente eu sabia quem era. Eu costumava ser um fã, é difícil colocar meus sentimentos em palavras. A cena foi horrível naquele canto da sala. Eu o vi deitado ali e pensei que pena que tudo isso era. Lido com muitos incêndios, mas este foi como andar pela estrada da memória. Conseguimos salvar todas as suas guitarras e equipamentos musicais. Eu sinto um pouco chateado, como todos os bombeiros ficam. Foi como ver parte de nossas vidas perdidas para sempre." – (Oficial dos Bombeiros) 
Acredita-se que a causa mais provável do incêndio foi que logo após chegar em casa, com jet lag e cansado, nas primeiras horas, Marriott acendeu um cigarro enquanto estava na cama e quase imediatamente caiu em um sono profundo.

Como Marriott foi encontrado caído no chão entre a cama e a parede, os investigadores concluíram que ele tentou escapar sem sucesso após ser acordado pelo incêndio. Desorientado e confuso após inalar grandes quantidades de fumaça espessa, Marriott virou à esquerda em vez de à direita em direção à porta do quarto e à segurança. Ele não conseguiu corrigir seu erro antes de ser dominado pela fumaça. No inquérito, foi registrado o veredicto de morte acidental por inalação de fumaça . Descobriu-se que o sangue de Marriott continha quantidades de Valium (recolhido anteriormente para os nervos do voo), álcool e cocaína. 
"Ele (Marriott) foi certamente a pessoa mais talentosa com quem já trabalhei. Ele era como um irmão para mim e fiquei arrasada quando ele morreu. Ele sempre viveu no limite e eu estava sempre esperando por um 'telefonema para dizer que ele morreu, mas eu nunca sonhei que seria nessas circunstâncias. Ele nunca recebeu o crédito que merece. Ele deveria estar no Hall da Fama do Rock & Roll porque foi o maior cantor branco de soul que a Inglaterra já produziu. Tenho certeza que se você pegasse nomes como Rod Stewart e Paul Rodgers em um momento privado e perguntasse quem era o homem principal, eles diriam Steve Marriott. –Jerry Shirley 
A canção "All or Nothing" do Small Faces foi tocada como réquiem no funeral de Marriott  realizado em 30 de abril de 1991, no crematório de Harlow .  Entre os enlutados, os participantes notáveis incluíam o ex-baterista do Small Faces, Kenney Jones , bem como Peter Frampton , Joe Brown , PP Arnold , Terence Stamp , Jerry Shirley e Greg Ridley . Entre os que enviaram coroas de flores estavam David Gilmour (do Pink Floyd ) e Rod Stewart e sua então esposa Rachel Hunter.. Nada foi ouvido dos ex-membros do Small Faces, Ian McLagan ou Ronnie Lane .

## Legado
Para marcar o 10º aniversário da morte de Marriott, um concerto de homenagem foi realizado no London Astoria em 20 de abril de 2001. Todas as canções executadas neste concerto eram do catálogo Small Faces ou Humble Pie . Os ex-alunos do Humble Pie anteriores a 1980, Peter Frampton , Clem Clempson , Greg Ridley e Jerry Shirley fizeram uma apresentação única.  Outras participações especiais incluíram dois membros originais do Small Faces , Kenney Jones e Ian McLagan , Paul Weller , Noel Gallagher e Bobby Tenchda linha Humble Pie da Marriott de 1980 e John's Children . Outros músicos como Alan White , Gem Archer , Midge Ure , Zak Starkey , Rabbit Bundrick , Steve Ellis e Tony Rivers apareceram em formações de bandas durante o concerto de duas horas e meia, lançado em DVD como o concerto Stevie Marriott Astoria Memorial.  Os lucros do show foram doados para o The Small Faces Charitable Trust  criado por Kenney Jones em memória de Steve Marriott e Ronnie Lane.
Em setembro de 2007, Marriott, junto com os outros membros do Small Faces e o empresário Don Arden, foram homenageados com uma placa inaugurada na Carnaby Street , no local dos escritórios de Don Arden, o lar espiritual da banda na década de 1960.
Postumamente, suas canções "30 Days in the Hole" e "Ogdens' Nut Gone Flake" são apresentadas em Grand Theft Auto V e Grand Theft Auto Online .
"Ogdens' Nut Gone Flake" também é tocada no primeiro trailer de GTA V lançado em 2 de novembro de 2011. Até hoje, o vídeo tem mais de 80 milhões de visualizações, e as falas: "por que me mudei para cá?, acho que foi o weather" (ditas por Michael De Santa), são altamente associadas à música.

## Discografia
- 1976 Marriott
- 1985 Live at the Sir George Robey 23 de outubro de 1985
- 1986 Live at Dingwalls 6.7.84
- 1990 Marriott & Band
- 1993 30 Seconds to Midnite
- 1996 Steve Marriott's Scrubbers
- 1999 Clear Through the Night
- 1999 New Millennium
- 2000 Afterglow
- 2000 Sing the Blues Live
- 2000 Live in Germany
- 2000 The Legendary Majic Mijits
- 2001 Voice of Humble Pie
- 2003 Signed Sealed
- 2004 Free and Single Volume 2
- 2004 About Face
- 2005 Rainy Changes
- 2006 Tin Soldier - The Steve Marriott Anthology
- 2006 Steve Marriott & The Official Receivers
- 2007 Wham Bam